# Anaphes swiedecki
Anaphes swiedecki är en stekelart som först beskrevs av Soyka 1953.  Anaphes swiedecki ingår i släktet Anaphes och familjen dvärgsteklar. Inga underarter finns listade i Catalogue of Life.